# كلير جونستون (لاعبة بولينغ)
كلير جونستون (بالإنجليزية: Claire Johnston) هي لاعبة بولينغ بريطانية، ولدت في 22 فبراير 1979 في Irvine, North Ayrshire ‏ في المملكة المتحدة.